# Atlantic Sun Conference (pallavolo)
La Atlantic Sun Conference è una delle 32 conference di pallavolo femminile affiliate alla NCAA Division I, la squadra vincitrice accede di diritto al torneo NCAA.

## Storia
La Atlantic Sun Conference inizia a sponsorizzare la pallavolo femminile nel 1991, quando con la denominazione Trans America Athletic Conference assorbe al proprio interno la New South Women's Athletic Conference, nei confronti della quale si pone in continuità storica. Nel 2001 la conference viene rinominata Atlantic Sun Conference, assumendo la denominazione ASUN Conference, in seguito a un rebranding, nel 2016. Nel 2023, pur conservando l'abbreviazione ASUN Conference, torna alla vecchia denominazione Atlantic Sun Conference.

## Membri

| Squadra            | Sede         | Stato             | Fondazione | Soprannome  | Affiliazione |
| ------------------ | ------------ | ----------------- | ---------- | ----------- | ------------ |
| Austin Peay State  | Clarksville  | Tennessee         | 1976       | Governors   | 2022         |
| Bellarmine         | Louisville   | Kentucky          | 1976       | Knights     | 2020         |
| Central Arkansas   | Conway       | Arkansas          | 1976       | Sugar Bears | 2021         |
| Eastern Kentucky   | Richmond     | Kentucky          | 1966       | Colonels    | 2021         |
| Florida Gulf Coast | Fort Myers   | Florida           | 2004       | Eagles      | 2007         |
| Jacksonville       | Jacksonville | Florida           | 1972       | Dolphins    | 1998         |
| Lipscomb           | Nashville    | Tennessee         | ?          | Bisons      | 2003         |
| North Alabama      | Florence     | Alabama           | 1969       | Lions       | 2018         |
| North Florida      | Jacksonville | Florida           | 1991       | Ospreys     | 2005         |
| Queens (NC)        | Charlotte    | Carolina del Nord | 1995       | Royals      | 2022         |
| Stetson            | DeLand       | Florida           | ?          | Hatters     | 1985         |
| West Georgia       | Carrollton   | Georgia           | 1979       | Wolves      | 2024         |

### Ex membri
| College                | Ingresso | Uscita |
| ---------------------- | -------- | ------ |
| Florida A&M            | 1985     | 1991   |
| Georgia Southern       | 1985     | 1991   |
| Georgia State          | 1985     | 2004   |
| Mercer                 | 1985     | 2013   |
| Florida International  | 1987     | 1997   |
| Samford                | 1987     | 2002   |
| Southeastern Louisiana | 1991     | 1996   |
| College of Charleston  | 1991     | 1997   |
| Centenary College      | 1991     | 1998   |
| Central Florida        | 1992     | 2004   |
| Florida Atlantic       | 1993     | 2005   |
| Campbell               | 1994     | 2010   |
| Troy                   | 1996     | 2004   |
| Belmont                | 2001     | 2011   |
| Gardner-Webb           | 2002     | 2007   |
| East Tennessee State   | 2005     | 2013   |
| USC Upstate            | 2007     | 2017   |
| Northern Kentucky      | 2012     | 2014   |
| NJIT                   | 2015     | 2019   |
| Jacksonville State     | 2021     | 2022   |
| Liberty                | 2018     | 2022   |
| Kennesaw State         | 2006     | 2023   |

## Arene
| Squadre            | Arene                | Capacità |
| ------------------ | -------------------- | -------- |
| Austin Peay State  | Winfield Dunn Center | 7 257    |
| Bellarmine         | Knights Hall         | 2 196    |
| Central Arkansas   | Prince Center        | 300      |
| Eastern Kentucky   | Baptist Health Arena | 6 500    |
| Florida Gulf Coast | Alico Arena          | 4 500    |
| Jacksonville       | Swisher Gymnasium    | 1 360    |
| Lipscomb           | Allen Arena          | 5 000    |
| North Alabama      | Flowers Hall         | 2 229    |
| North Florida      | UNF Arena            | 5 800    |
| Queens (NC)        | Curry Arena          | 2 500    |
| Stetson            | Edmunds Center       | 4 000    |
| West Georgia       | The Coliseum         | 6 700    |

## Albo d'oro
| Dal 1985 al 1991 la competizione è denominata New South Women's Athletic Conference |                       |                        |   |
| 1985 Dettagli                                                                       | Stetson               | Florida A&M            | - |
| 1986 Dettagli                                                                       | Central Florida       | Stetson                | - |
| 1987 Dettagli                                                                       | Central Florida       | Stetson                | - |
| 1988 Dettagli                                                                       | Georgia State         | Central Florida        | - |
| 1989 Dettagli                                                                       | Georgia State         | Central Florida        | - |
| 1990 Dettagli                                                                       | Florida International | Georgia State          | - |
| Dal 1991 al 2000 la competizione è denominata Trans America Athletic Conference     |                       |                        |   |
| 1991 Dettagli                                                                       | Georgia State         | Stetson                | - |
| 1992 Dettagli                                                                       | Central Florida       | Florida International  | - |
| 1993 Dettagli                                                                       | Central Florida       | Southeastern Louisiana | - |
| 1994 Dettagli                                                                       | Central Florida       | College of Charleston  | - |
| 1995 Dettagli                                                                       | Central Florida       | Southeastern Louisiana | - |
| 1996 Dettagli                                                                       | Central Florida       | Southeastern Louisiana | - |
| 1997 Dettagli                                                                       | Central Florida       | Georgia State          | - |
| 1998 Dettagli                                                                       | Florida Atlantic      | Georgia State          | - |
| 1999 Dettagli                                                                       | Florida Atlantic      | Central Florida        | - |
| 2000 Dettagli                                                                       | Georgia State         | Central Florida        | - |
| Dal 2001 al 2015 la competizione è denominata Atlantic Sun Conference               |                       |                        |   |
| 2001 Dettagli                                                                       | Central Florida       | Florida Atlantic       | - |
| 2002 Dettagli                                                                       | Central Florida       | Georgia State          | - |
| 2003 Dettagli                                                                       | Central Florida       | Georgia State          | - |
| 2004 Dettagli                                                                       | Jacksonville          | Belmont                | - |
| 2005 Dettagli                                                                       | Florida Atlantic      | Belmont                | - |
| 2006 Dettagli                                                                       | Belmont               | Jacksonville           | - |
| 2007 Dettagli                                                                       | Lipscomb              | Jacksonville           | - |
| 2008 Dettagli                                                                       | Belmont               | Lipscomb               | - |
| 2009 Dettagli                                                                       | Lipscomb              | Florida Gulf Coast     | - |
| 2010 Dettagli                                                                       | Lipscomb              | East Tennessee State   | - |
| 2011 Dettagli                                                                       | Lipscomb              | Belmont                | - |
| 2012 Dettagli                                                                       | East Tennessee State  | North Florida          | - |
| 2013 Dettagli                                                                       | Jacksonville          | Lipscomb               | - |
| 2014 Dettagli                                                                       | Jacksonville          | Lipscomb               | - |
| 2015 Dettagli                                                                       | Lipscomb              | Kennesaw State         | - |
| Dal 2016 la competizione è denominata ASUN Conference                               |                       |                        |   |
| 2016 Dettagli                                                                       | Lipscomb              | Florida Gulf Coast     | - |
| 2017 Dettagli                                                                       | Kennesaw State        | Florida Gulf Coast     | - |
| 2018 Dettagli                                                                       | Florida Gulf Coast    | Kennesaw State         | - |
| 2019 Dettagli                                                                       | Kennesaw State        | Florida Gulf Coast     | - |
| 2020 Dettagli                                                                       | Lipscomb              | Florida Gulf Coast     | - |
| 2021 Dettagli                                                                       | Florida Gulf Coast    | Jacksonville State     | - |
| 2022 Dettagli                                                                       | Florida Gulf Coast    | Liberty                | - |
| Dal 2023 la competizione è denominata Atlantic Sun Conference                       |                       |                        |   |
| 2023 Dettagli                                                                       | Florida Gulf Coast    | Lipscomb               | - |
| 2024 Dettagli                                                                       | Florida Gulf Coast    | Lipscomb               | - |

## Palmarès
| Squadre               | Titoli | Stagioni                                                         |
| --------------------- | ------ | ---------------------------------------------------------------- |
| Central Florida       | 11     | 1986, 1987, 1992, 1993, 1994, 1995, 1996, 1997, 2001, 2002, 2003 |
| Lipscomb              | 7      | 2007, 2009, 2010, 2011, 2015, 2016, 2020                         |
| Florida Gulf Coast    | 5      | 2018, 2021, 2022, 2023, 2024                                     |
| Georgia State         | 4      | 1988, 1989, 1991, 2000                                           |
| Florida Atlantic      | 3      | 1998, 1999, 2005                                                 |
| Jacksonville          | 3      | 2004, 2013, 2014                                                 |
| Belmont               | 2      | 2006, 2008                                                       |
| Kennesaw State        | 2      | 2017, 2019                                                       |
| Stetson               | 1      | 1985                                                             |
| Florida International | 1      | 1990                                                             |
| East Tennessee State  | 1      | 2012                                                             |